# Anastasia Anderson
Anastasia Borisovna Anderson (Russisch: Анастасия Борисовна Андерсон) (Leningrad, 8 maart 1986) is een Russische basketbalspeelster die uitkwam voor het nationale jeugdteam van Rusland.

## Carrière
In 2000 begon ze haar carrière bij Baltiejskaja Zvezda Sint-Petersburg in Rusland. In 2004 stapte ze naar Tsjevakata Vologda. in 2006 verhuisde ze naar CSM Târgoviște in Roemenië. In 2007 ging ze spelen voor Sparta&K Oblast Moskou Vidnoje. Ze won met Sparta&K de EuroLeague Women in 2008 en 2010 en één keer de FIBA Europe SuperCup Women in 2009. Twee keer werd ze Landskampioen van Rusland in 2007 en 2008. In 2008 werd ze tijdelijk verhuurt aan CSKA Moskou. Anderson kreeg de onderscheiding Meester in de sport van Rusland. In 2010 stapte ze over naar Energia Ivanovo. In 2011 keerde ze terug bij Spartak Sint-Petersburg. In 2012 stopte ze met basketballen.

## Erelijst
- Landskampioen Rusland: 2
  - Winnaar: 2007, 2008
  - Tweede: 2009, 2010
- Bekerwinnaar Rusland:
  - Runner-up: 2009, 2010
- EuroLeague Women: 2
  - Winnaar: 2008, 2010
- FIBA Europe SuperCup Women: 1
  - Winnaar: 2009